# Eala lasia
Eala lasia är en fjärilsart som beskrevs av Collenette 1957. Eala lasia ingår i släktet Eala och familjen tofsspinnare. Inga underarter finns listade i Catalogue of Life.